# Arthur Philemon Coleman
Arthur Philemon Coleman (Lachute, 4 de abril de 1852 – 26 de fevereiro de 1939) foi um geólogo canadense.

## Publicações
- Reports on the Economic Geology of Ontario (1903)
- The Canadian Rockies: New and Old Trails (1911)
- Ice Ages, Recent and Ancient (1926), and was co-author of Elementary Geology (1922).
- The Last Million Years (1941) Edited by George F. Kay